# Sigurjón Brink
Sigurjón  Brink, även känd som Sjonni, född 29 augusti 1974 i Reykjavík på Island, död 17 januari 2011 i Garðabær (slaganfall), var en isländsk musiker.

## Söngvakeppni sjónvarpsins
Sigurjón var ett välkänt namn på Island och deltog i Söngvakeppni sjónvarpsins, den isländska uttagningen till Eurovision Song Contest, 2006, 2007 och 2010 med bidragen Hjartaþrá, Áfram och You Knocked On My Door. Han skulle även ha deltagit i tävlingen 2011 men avled före första framförandet. Därför framfördes i stället hans bidrag Aftur heim av hans vänner. Sigurjóns bidrag vann och kom således att representera Island i Eurovision Song Contest 2011.

## Död
Kvällen den 17 januari hittades Sigurjón död i sitt hem i Garðabær på Island efter ett slaganfall. Han efterlämnade fru och fyra barn.